# 力量乘數
力量乘數(Force multiplication) 是軍事戰術名詞，用以評估一個軍事單位加上非人力因素後能獲得或減少的戰鬥力。
常見力量乘數來源為
- 科技
- 訓練
- 高速機動
- 天氣
- 施展某種戰略或戰術
- 地形

例如當一支軍隊擁有衛星定位裝置時能擊敗沒有此裝置的五倍人數敵軍，那衛星定位裝置力量乘數為5，而一支軍隊即使有此裝置但沒經過裝備訓練課程導致使用不熟悉，只能擊敗2倍兵力敵軍時在戰鬥力表上便記為乘數2。大量的運用力量乘數調查可以提供一種較為可視化的數字衡量標準，讓最高指揮官一眼看出旗下各單位戰鬥力現況，方便調動任務。